# Karl Adams
Karl Adams (Merscheid, 1811 — Winterthur, 14 de Novembro de 1849) foi um matemático suíço e professor especializado em geometria sintética.

## Publicações
- Lehre von den Transversalen, 1843
- Die harmonischen Verhältnisse, 1845
- Die merkwürdigen Eigenschaften des geradlinigen Dreiecks, 1846
- Das Malsattische Problem, 1846 and 1848
- Geometrische Aufgaben mit besonderer Rücksicht auf geometrische ConstruCtion, 1847 and 1849